# اگشتورف
اگشتورف (به آلمانی: Egestorf) یک شهر در آلمان است که در Hanstedt واقع شده‌است. اگشتورف ۲٬۳۹۴ نفر جمعیت دارد.